# 江常輝
江常輝（英文：英語：，1982年8月7日—）台灣演員、男模特兒，台南人。新北市立永平高級中學、國立臺北大學應用外語學系畢業，出演過多部學生電影、電視劇、廣告和舞台劇。
以往在戲劇中擔任綠葉角色，在2017年出演《植劇場－花甲男孩轉大人》飾演江常輝（光頭）以及在《植劇場－五味八珍的歲月》180度大變身，飾演輕度智障的阿繁打開知名度，在2018年CHOCO TV自製BL網路劇《HIStory2－是非》單元劇中飾演是奕杰一角迅速竄紅。

## 個人背景
江常輝有著非常深邃的雙眼，立體的五官常讓人誤以為他是混血兒，從小就喜歡演戲，在高中、大學時參加戲劇社，大學時期先當模特兒入行，一直都想轉當演員被看見，不過都沒有機會，一邊當英文補習老師補貼收入、接案替HBO翻譯電影，有機會就去試鏡；近幾年簽入凱渥經紀公司，2015年，他參與了由王小棣等八位導演共同創辦的「Q Place表演教室」戲劇課程訓練，以第二期學員身分結業，
並因此演出了由台視、八大電視與公視共同監製之《植劇場》系列的多部作品中嶄露頭角。

## 演出作品

### 電視劇
※粗體字表示該角色為主要角色之一。
| 年份   | 播出頻道              | 劇名                           | 角色                                 | 導演                   | 合作演員                                                   | 備註                                        |
| 2013年 | 壹電視                | 幸福蒲公英                     |                                      | 林宏傑、劉彥甫、游堅煜 | 曾愷玹、唐禹哲、陳乃榮                                     | 客串                                        |
| 2014年 | 台視、八大綜合台      | 流氓蛋糕店                     | 兇殘少年(瘋狗的手下)                 | 北村豐晴、林君陽       | 藍正龍、長澤雅美、馬如龍                                   | 客串第4集                                   |
| 2014年 | 大愛電視台、中天娛樂  | 春暖向陽天                     |                                      | 彭大衛                 | 趙駿亞、林若亞                                             | 客串                                        |
| 2016年 | 東森超視              | 惡作劇之吻                     | 咖啡店長(植樹、子裕打工的咖啡廳店長) | 林清芳、蔡季瑛         | 李玉璽、吳心緹                                             | 電視劇版客串第8、10集，網絡版客串第23、28集 |
| 2016年 | 公視、LINE TV         | 一把青                         | 第11大隊飛行員(小顧的學弟)           | 曹瑞原                 | 楊一展、楊謹華、吳慷仁、天心、連俞涵                       | 客串第26集                                  |
| 2016年 | 大愛電視台、中天娛樂  | 我家的方程式                   | 王家明 (病患的家屬)                  | 黃克義                 | 莊凱勛、蔡燦得、林嘉俐、陳竹昇                             | 客串第29集                                  |
| 2016年 | 台視 公視 八大電視    | 植劇場－戀愛沙塵暴             | 酒吧男A (敏霓的朋友)                 | 北村豐晴               | 吳慷仁、柯淑勤、樊光耀                                     | 客串第2集                                   |
| 2016年 | 台視 公視 八大電視    | 植劇場－荼蘼                   | 肇事者(湯有彥父親受傷的肇事者)       | 王小棣，黃天仁         | 楊丞琳、顏毓麟                                             | 客串第1集                                   |
| 2016年 | 台視 公視 八大電視    | 植劇場－姜老師，妳談過戀愛嗎？ | 姜香慈無血緣的哥哥                   | 王明台                 | 藍正龍、葉星辰、禾語辰、許光漢                             | 客串第4集                                   |
| 2017年 | 台視 公視 八大電視    | 植劇場－積木之家               | 阿力(璽豐建設建築設計師)             | 廖士涵                 | 施易男、林子熙、陳婉婷                                     | 客串第5集                                   |
| 2017年 | 台視 公視 八大電視    | 植劇場－夢裡的一千道牆         | 雨霏父親的男友                       | 王小棣                 | 黃河、莫允雯、張逸軍                                       | 客串第4集                                   |
| 2017年 | 台視 公視 八大電視    | 植劇場－花甲男孩轉大人         | 江常輝(光頭)                         | 李青蓉、瞿友寧         | 盧廣仲、嚴正嵐、劉冠廷                                     | 第1集、4～7集                               |
| 2017年 | 台視 公視 八大電視    | 植劇場－五味八珍的歲月         | 林繁(阿繁)                           | 徐輔軍                 | 安心亞、王滿嬌、孫可芳                                     | 全集演出                                    |
| 2017年 | 新傳媒8頻道           | Z世代                          | 楊山河(楊小帥的已故父親)             | 罗温温、林美娜         | 宗子杰、黄暄婷、郑凯介                                     | 客串第3集                                   |
| 2018年 | 新傳媒8頻道           | 千百年來說對不起 (古裝版前傳)  | 沙僧                                 | 黃芬菲                 | 方伟杰、黃俊雄、王传一                                     | 第1集～4集、第6～10集                       |
| 2018年 | 新傳媒8頻道           | 千年來說對不起 (摩登版正劇)    | 包平安 (沙僧後世)                    | 謝光華、王靖瑜、黃光   | 方伟杰、黃俊雄、王传一                                     | 第3集～第20集                               |
| 2019年 | LINE TV 八大綜合台    | 靈異街11號                     | 彭勝                                 | 洪子鵬                 | 李國毅、簡嫚書、黃遠、張翰、孫可芳、許少瑜、吳珝陽、林意箴 | 第8、9、13集                                |
| 2019年 | 新傳媒8頻道 Astro AEC | 攻星計                         | 陳威                                 | 謝光華                 | 陳泓宇、歐萱、吳俐璇、廖奕琁、李銘順                       | 第3～6集、第8、9、14、15、17、18、19集      |
| 2020年 | 民視 公視             | 鏡子森林                       | 高明友人                             | 李權洋                 | 楊謹華、姚淳耀、鄭人碩                                     | 第21、22集（第三季第1、2集）                |
| 2021年 | HBO Asia              | 誰在你身邊                     | 志勝朋友                             | 何潤東                 | 莊凱勛、陳禕倫、徐若瑄                                     | 第10集                                      |
| 2021年 | 大愛電視台            | 一路芬芳                       | 王銘俊                               | 黃銘正                 | 洪小鈴、周詠軒、黃柔閩、楊宗樺、陳玉玫                     | 全集演出                                    |
| 2024年 | YouTube               | 小菁與言言                     | 咖啡廳店長                           | 安哲毅、曾培善、練健輝 | 林子熙、林意箴                                             | 特別演出                                    |
| 2024年 | Netflix               | 誰是被害者2                    | 山本                                 | 莊絢維、陳冠仲         | 張孝全、王識賢、藤岡靛                                     | 男配角                                      |

### 電影
| 年份   | 片名           | 角色                              | 導演               | 合作演員                     |
| 2018年 | 花甲大人轉男孩 | 江常輝(光頭) 阿凡(潮男計程車司機) | 瞿友寧             | 盧廣仲、嚴正嵐、蔡振南       |
| 2018年 | 抓痒神探       | 顧白                              | 杨吉、陆凯、罗至中 | 劉倩妏、吳沚默               |
| 2021年 | 雨天的妖怪     | 高子浩                            | 蔡幸諺             | 王琄、李亦捷、謝瓊煖、邱昊奇 |
| 2021年 | 不想一個人     | 年輕藝術家                        | 范揚仲             | 范少勳、莫允雯               |
| 2022年 | 徘徊年代       | 忠銘                              | 張騰元             | 陳淑芳、阮安妮、阮秋姮       |
| 2023年 | 宇宙記憶       | Dani                              | 蔡牧民             | 劉黛瑩、林意箴               |

### 網路劇
| 年份   | 導演   | 播出平台                    | 平台地區         | 劇名                          | 角色   | 合作演員                       | 備註                                            |
| 2017年 | 陳毅軒 | CHOCO TV                    | 台灣、香港、日本 | 菜鳥職劇場                    | 漢森   | 白癡公主                       | 客串第6集                                       |
| 2018年 | 李青蓉 | CHOCO TV、華視、hmvod、DATV | 台灣、香港、日本 | HIStory2-是非                 | 是奕   | 張行、邱志宇                   | 全集                                            |
| 2018年 | 高秀慧 | Toggle.sg, 新傳媒U頻道      | 新加坡           | 維多利亞的模力                | 曹世仁 | 黃思恬、陳泂江、洪愛玲、沈琳宸 | 第1集～2集、4集 ~ 8集、12集 ~ 13集、15集 ~ 16集 |
| 2018年 |        | Toggle.sg                   | 新加坡           | 千百年來說對不起 (古裝版前傳) | 沙僧   | 方伟杰、黃俊雄、王传一         | 10月份於Toggle平台播出                          |

### 短片
| 年份   | 導演         | 劇名                                                         | 角色           | 備註                           |
| 2003年 |              | 邪戀                                                         |                | 玄奘大學大眾傳播學系           |
| 2004年 |              | 兩個女生                                                     |                | 台灣藝術大學應用媒體藝術碩士班 |
| 2005年 | 高顥中       | 電影夢 Made In Taiwan （页面存档备份，存于）                 | 小蔡(導演)     | 南方影展劇情片類入圍           |
| 2011年 | 林志諺、歐沛 | Lovers 戀人們                                                | 林璽           | 醒吾科技大學資訊傳播學系       |
| 2013年 | 陳炳銓       | 魚翅行動 Black Soya x Different Music （页面存档备份，存于） | 好阿好阿應徵者 | 香港                           |
| 2013年 | 鄭裕平       | 彼岸花 ヒガンバナ （页面存档备份，存于）                     | 塔羅牌之神     | 中州科技大學視訊傳播學系       |
| 2018年 |              | 阿爸的湖畔涼台 （页面存档备份，存于）                        | 江常輝         | 科技部南部科學園區管理局       |
| 2019年 | 康銪倫       | 掉人 Under Tub                                               | 陳宥綸         | 世新大學廣播電視電影學系       |
| 2020年 | 郭尚興       | Swingin' 輕鬆搖擺                                            | 胡家豪         | 2020高雄電影節首映             |

### 網路短劇
| 年份   | 導演           | 作品                                                                           | 角色         | 備註       |
| 2016年 | 不適用         | 植劇場『未來星』系列---江常輝                                                  | 江常輝       | 植劇場出品 |
| 2016年 | 曾鐵蛋         | 《台灣孩子演台灣故事》金馬小姐妙曼身影再現 （页面存档备份，存于）              | 英文男       | 植劇場出品 |
| 2016年 | 曾鐵蛋         | 《戀愛沙塵暴之番外篇08》認定彼此的戀人 （页面存档备份，存于）                  | 鬥嘴小夫妻   | 植劇場出品 |
| 2016年 | 不適用         | 戀愛沙塵暴植日生週記第三集                                                     | 江常輝       | 植劇場出品 |
| 2016年 | 曾鐵蛋         | 《姜老師，妳談過戀愛嗎之番外篇07》香慈哥，搞清楚了沒 （页面存档备份，存于）    | 香慈哥       | 植劇場出品 |
| 2016年 | 貓克斯         | 《荼蘼之番外篇06》屍到荼蘼 （页面存档备份，存于）                              | 工人僵屍     | 植劇場出品 |
| 2016年 | 不適用         | 荼蘼植日生週記第五集                                                           | 江常輝       | 植劇場出品 |
| 2017年 | 不適用         | 《天黑請閉眼》植日生週記第二集                                                 | 江常輝       | 植劇場出品 |
| 2017年 | 李青蓉、瞿友寧 | 花甲小日記🌺第十五話🌺 一朵四處流浪卻想著家的雲 （页面存档备份，存于）         | 江常輝(光頭) | 植劇場出品 |
| 2017年 | 貓克斯         | 《花甲男孩轉大人之番外篇７》#我阿嬤是一姐 （页面存档备份，存于）               | 江常輝(光頭) | 植劇場出品 |
| 2017年 | 曾鐵蛋         | 《花甲男孩轉大人之番外篇１０》#他們的愛情故事 （页面存档备份，存于）           | 江常輝(光頭) | 植劇場出品 |
| 2017年 | 貓克斯         | 《花甲男孩轉大人之番外篇１１》#之後 （页面存档备份，存于）                     | 江常輝(光頭) | 植劇場出品 |
| 2017年 | 貓克斯         | 《花甲男孩轉大人之番外篇１２》＃常輝、意箴訪談 （页面存档备份，存于）          | 江常輝       | 植劇場出品 |
| 2017年 | 不適用         | 《花甲男孩轉大人》植日生週記第一集                                             | 江常輝       | 植劇場出品 |
| 2017年 | 不適用         | 《花甲男孩轉大人》植日生週記第三集                                             | 江常輝       | 植劇場出品 |
| 2017年 | 不適用         | 《花甲男孩轉大人》植日生週記第五集                                             | 江常輝       | 植劇場出品 |
| 2017年 | 不適用         | 《花甲男孩轉大人》植日生週記第六集                                             | 江常輝       | 植劇場出品 |
| 2017年 | 貓克斯         | 《五味八珍的歲月之番外篇４》#吃吃之歌 （页面存档备份，存于）                   | 林繁         | 植劇場出品 |
| 2017年 | 施岑諺         | 《五味八珍的歲月之番外篇１０》#耀仁訪談 （页面存档备份，存于）                 | 江常輝       | 植劇場出品 |
| 2017年 | 練健輝         | 《五味八珍的歲月之番外篇１２》#大來賓小課堂 #程安琪老師 （页面存档备份，存于） | 江常輝       | 植劇場出品 |
| 2017年 | 不適用         | 《五味八珍的歲月》 植日生週記第一集                                            | 江常輝       | 植劇場出品 |
| 2017年 | 不適用         | 《五味八珍的歲月》 植日生週記第二集                                            | 江常輝       | 植劇場出品 |
| 2017年 | 不適用         | 《五味八珍的歲月》 植日生週記第三集                                            | 江常輝       | 植劇場出品 |
| 2017年 | 不適用         | 《五味八珍的歲月》 植日生週記第五集                                            | 江常輝       | 植劇場出品 |
| 2017年 | 不適用         | 《五味八珍的歲月》 植日生週記第六集                                            | 江常輝       | 植劇場出品 |
| 2018年 | 不適用         | You're Juno's Photography Assistant! （页面存档备份，存于）                    | 曹世仁       | Toggle出品 |

### 舞台劇
| 年份   | 劇團                 | 劇名               | 角色   | 備注                                                     |
| 1998年 | 種子劇團             | 等待火車           |        |                                                          |
| 1998年 | 種子劇團             | 綠島小夜曲         |        |                                                          |
| 1999年 | 種子劇團             | 公共電話           |        |                                                          |
| 2001年 | 台北大學戲劇社       | 傳染病             |        |                                                          |
| 2001年 | 耕莘藝術季           | 左邊的右邊是中間   |        |                                                          |
| 2003年 | 台北大學文學表演劇團 | California Suite   |        |                                                          |
| 2016年 | 栢優座               | 惡虎青年Ｚ         | 黃三太 | 2018年7月9日於台灣公視3台播出、7月14日於台灣公視本台播出 |
| 2019年 | 故事工廠             | 他們等待的那位果陀 | Alan   | 與林子恆共飾一角                                         |
| 2021年 | 栢優座               | 將進酒食樂章       | 江常輝 | 9月30日場次，特別演出                                    |

### 廣告
| 年份   | 作品                                                             |
|        | 金莎巧克力                                                       |
| 2008年 | Yamaha 機車 (趕DA篇)                                             |
| 2009年 | Pizza Hut (心虛篇) （页面存档备份，存于）                        |
| 2009年 | T.G.I. Fridays (左右篇) （页面存档备份，存于）                   |
|        | Coca Cola(煙火篇)                                                |
| 2010年 | Pizza Hut (祝壽篇) （页面存档备份，存于）                        |
| 2010年 | 聯成電腦 (靠山篇) （页面存档备份，存于）                         |
| 2010年 | Samsung S5628 Monte （页面存档备份，存于）                       |
| 2011年 | 希望之光Online （页面存档备份，存于）                            |
| 2011年 | 福樂鈣多多優酪乳 （页面存档备份，存于）                          |
| 2011年 | 正官庄紅蔘維他 (一氣呵成篇) （页面存档备份，存于）               |
| 2012年 | Canon EOS M(賞鳥篇) （页面存档备份，存于）                       |
| 2012年 | Canon EOS M (羽毛篇) （页面存档备份，存于）                      |
| 2012年 | IKEA 舒適好眠讓你幸福入睡 (幸福篇) （页面存档备份，存于）        |
| 2015年 | Mercedes Benz My Service 服務爲你而在 （页面存档备份，存于）     |
| 2016年 | 東元雲端變頻空調 (清新篇) （页面存档备份，存于）                 |
| 2020年 | 7-ELEVEN【春節禮盒】2020金鼠限定 專屬於禮 （页面存档备份，存于） |

### 現場活動
| 日期           | 主題                                                | 地點                          |
| -------------- | --------------------------------------------------- | ----------------------------- |
| 2011年2月      | MTV玩咖日記&瑞莎生日party記者會                     | 台灣                          |
| 2013年4月18日  | 三得利SUNTORY ほろよい微醉 低酒精飲料上市發表會     | 台灣                          |
| 2014年6月17日  | 《巴黎時尚女魔頭》首映會 （页面存档备份，存于）     | 台灣                          |
| 2014年8月25日  | 2014年凱渥夢幻之星 （页面存档备份，存于）           | 台灣                          |
| 2017年5月25日  | 《花甲男孩轉大人》首映記者會                        | 台灣北育大禮堂                |
| 2017年7月13日  | 《五味八珍的歲月》首映記者會 （页面存档备份，存于） | 台灣                          |
| 2017年8月18日  | 三片葉巡迴電影院 （页面存档备份，存于）             | 台北華山劇場                  |
| 2017年9月23日  | 第九屆VOGUE FNO 時尚大秀                            | 台北信義區北方廣場(台北101旁) |
| 2018年1月30日  | HIStory2首映記者會                                  | 台灣                          |
| 2018年4月14日  | HIStory2粉絲見面會台北站                            | 台北Neo Studio                |
| 2018年5月18日  | Official opening of Puma first select store         | 新加坡 Marina Bay Sands       |
| 2018年6月1日   | hmvod 劇力SUMMER開播派對                            | 香港hmvod                     |
| 2018年7月26日  | Louis Vuitton快閃店開幕派對 （页面存档备份，存于）  | 台灣新光三越信義Ａ１１一樓    |
| 2018年10月6日  | 第53屆電視金鐘獎星光大道                            | 台灣國父紀念館                |
| 2018年10月20日 | 《千年來說對不起》新聞發佈會 & 粉絲見面會           | 新加坡Haw Par Villa           |
| 2018年11月1日  | Louis Vuitton 2019年早春發表酒會                    | 台灣Louis Vuitton旗艦店       |
| 2018年11月28日 | 靈異街11號卡司發佈會                                | 台灣                          |
| 2019年1月8日   | 凱渥CatWalk Fashion Party                           | 台灣                          |
| 2019年3月22日  | EMPORIO ARMANI微風南山旗艦概念店開幕                | 台灣                          |
| 2019年12月7日  | 《攻星計》新聞發佈會 & 粉絲見面會                   | 新加坡Andaz Hotel             |

### 音樂錄影帶
| 年份   | 歌手   | 作品                                        |
| 2010年 | 劉子千 | 佔據 （页面存档备份，存于）                 |
| 2011年 | 鍾鎮濤 | 你是個男人 （页面存档备份，存于）           |
| 2013年 | 鄧養天 | 安慰 （页面存档备份，存于）                 |
| 2018年 | 黃奕儒 | 不再孤單 （页面存档备份，存于）             |
| 2018年 | 阿杜   | 自作自受 （页面存档备份，存于）             |
| 2018年 | 陳綺貞 | 殘缺的彩虹 （页面存档备份，存于）           |
| 2019年 | 好樂團 | 我愛你，卻不能拯救你 （页面存档备份，存于） |
| 2020年 | 丁噹   | 命中注定 （页面存档备份，存于）             |

### 綜藝節目
| 播出日期      | 頻道                                 | 節目名稱                                   |
| 2011年6月22日 | 衛視中文台                           | 麻辣天后宮 （页面存档备份，存于）          |
| 2015年12月4日 | 麥卡貝網路電視                       | 名模時尚fashion週報 （页面存档备份，存于） |
| 2017年7月12日 | 八大綜合台                           | 娛樂百分百 （页面存档备份，存于）          |
| 2017年8月4日  | TVBS                                 | 小燕有約 （页面存档备份，存于）            |
| 2017年8月17日 | 八大綜合台                           | 娛樂百分百 （页面存档备份，存于）          |
| 2018年3月9日  | 八大綜合台                           | 娛樂百分百 （页面存档备份，存于）          |
| 2018年4月21日 | 那些電影教我的事 Lessons from Movies | 那些電影教他的事 （页面存档备份，存于）    |
| 2018年6月13日 | 唐綺陽占星幫                         | 唐綺陽的直播餐桌 （页面存档备份，存于）    |

## 幕後作品

### 戲劇編劇
| 年份   | 播放頻道 | 劇名       | 導演                   | 工作類型 |
| 2024年 | Youtube  | 小菁與言言 | 安哲毅、曾培善、練健輝 | 劇本編劇 |

## 活動走秀
| 年份   | 主辦方                                 | 活動名稱                             | 商品名稱/品牌                                  |
| 2009年 | 臺北市商業處以及台北市西服商業同業公會 | 2009台北手工洋服時尚秀               | 手工西服                                       |
| 2010年 | GOZO                                   | GOZO 2010 秋裝時尚發表會             | GOZO 男裝                                      |
| 2010年 | Piipiinoo                              | Piipiinoo 換面鞋走秀                 | Piipiinoo 換面鞋                               |
| 2010年 | Ed Hardy                               | Ed Hardy 亞洲太陽眼鏡發表會          | Ed Hardy 太陽眼鏡                              |
| 2010年 | Playboy                                | Playboy 2010冬季服裝                 | Playboy 秋冬新款男包                           |
| 2011年 | QUIKSILVER & ROXY                      | QUIKSILVER & ROXY 2011春夏發表會     | QUIKSILVER & ROXY 春夏男裝                     |
| 2011年 | QUIKSILVER & ROXY                      | QUIKSILVER & ROXY 2011秋冬新品發表會 | QUIKSILVER & ROXY 滑雪系列                     |
| 2013年 | YAMAHA                                 | Ami Fashion&Collection               | YAMAHA NEW CUXI 100機車 （页面存档备份，存于） |
| 2014年 | Vogue                                  | 第六屆VOGUE FNO 時尚大秀             | KENT & CURWEN 與 Givevs & Hawkes 聯合秋冬新服  |
| 2014年 | Folli Follie                           | Folli Follie 秋冬發表會              | Folli Follie 秋冬新品                          |
| 2015年 | 丹麥品牌Ecco                           | Ecco春夏新品發表會                   | Ecco 運動鞋                                    |

## 舞台劇指導
| 年份       | 學校                   | 劇名                             |
|            | 新北市立永平高級中學   | 綠島小夜曲                       |
| 電話亭     | 新北市立永平高級中學   |                                  |
| 女人是弱者 | 新北市立永平高級中學   |                                  |
| 2003年     | 國立臺北大學應用外語系 | Blithe Spirits: 鬼妻             |
| 2006年     | 國立臺北大學應用外語系 | Rumors                           |
| 2010年     | 國立臺北大學應用外語系 | Wicked: 綠野仙巫                 |
| 2011年     | 國立臺北大學應用外語系 | The Mousetrap                    |
| 2014年     | 國立臺北大學應用外語系 | Barefoot in the Park: 真愛不單行 |
| 2015年     | 國立臺北大學應用外語系 | Rhinoceros: 末日犀城             |
| 2016年     | 國立臺北大學應用外語系 | Plaza Suite: 摯愛難行            |

## 翻譯作品

### 電影
| 年份   | 電影名稱 | 電影對白語言 | 備注         |
| 2017年 | [順雲]   | 國語         | 英文字幕翻譯 |

## 外部連結
- Steven 江常輝的Facebook專頁
- Steven 江常輝的Instagram帳戶
- Steven 江常輝的新浪微博
- 江常輝在互联网电影资料库（IMDb）上的資料（英文）
- Steven 江常輝-Q Place表演工作者